# Давиденко Петро Панасович
Петро́ Пана́сович Давиде́нко (1906 , Черкаський повіт, Київська губернія, Російська імперія  — 1942 , Жашків, Жашківський район, Київська область, Українська РСР, СРСР ) — український державний діяч. Депутат Верховної Ради УРСР першого скликання (1938–1942).

## Біографія
Народився 1906 року в багатодітній родині селян-бідняків у Черкаському повіті Київської губернії. З семи років, залишившись сиротою, наймитував у багатих селян. З 1919 року наймитував у селі Бузівка на Жашківщині, працював у власному господарстві.
У 1930 році вступив до колгоспу, з 1932 року — бригадир рільничої бригади колгоспу імені Сталіна села Бузівки Жашківського району. Збирав високі врожаї цукрових буряків та зернових культур.
З 1936 року — голова колгоспу імені Сталіна села Бузівки Жашківського району Київської області.
26 червня 1938 року обраний депутатом Верховної Ради УРСР першого скликання по Тетіївській виборчій окрузі № 71 Київської області.
Станом на 1941 рік — голова виконавчого комітету Жашківської районної ради депутатів трудящих Київської області.
Під час німецько-радянської війни був одним із організаторів радянського підпілля в Жашківському районі. У 1942 році повішений німцями в Жашкові.